# Kastl (Altötting járás)
Kastl település Németországban, azon belül Bajorországban. Lakosainak száma 2814 fő (2023. december 31.). Kastl Burgkirchen an der Alz, Emmerting és Unterneukirchen községekkel határos.

## Népesség
A település népessége az elmúlt években az alábbi módon változott:
| Lakosok száma | 1725 | 1986 | 2650 | 2658 | 2678 | 2725 | 2716 | 2777 | 2838 | 2814 |
|               | 1970 | 1975 | 2011 | 2012 | 2014 | 2015 | 2017 | 2019 | 2022 | 2023 |